# Никола Сиин
Никола Костов Кръстев Сиин, известен като Турчето, е български революционер, деец на Вътрешната македоно-одринска революционна организация.

## Биография
Роден е в костурското село Мокрени, тогава в Османската империя, днес Варико, Гърция. Брат е на Симеон Сиин. Влиза във ВМОРО. След убийството на Борис Сарафов и Иван Гарванов от санданистите на 28 ноември 1907, в началото на януари 1908 година Никола Сиин заедно с побратима си Тане Николов пристига в София и предлага услугите си в охрана на Христо Матов и Васил Чекаларов, които са на прицела на санданистите.
Никола Сиин - Турчето убива войводата Никола Андреев на 11 август 1911 година от ревност.
По-малкият брат – Георги Костов Сиин (на снимката вляво), макар 16-годишен, е участвал в Илинденското въстание като четник в Мокренската чета. Умира през 1945 година във Варна.